# 日光例幣使街道

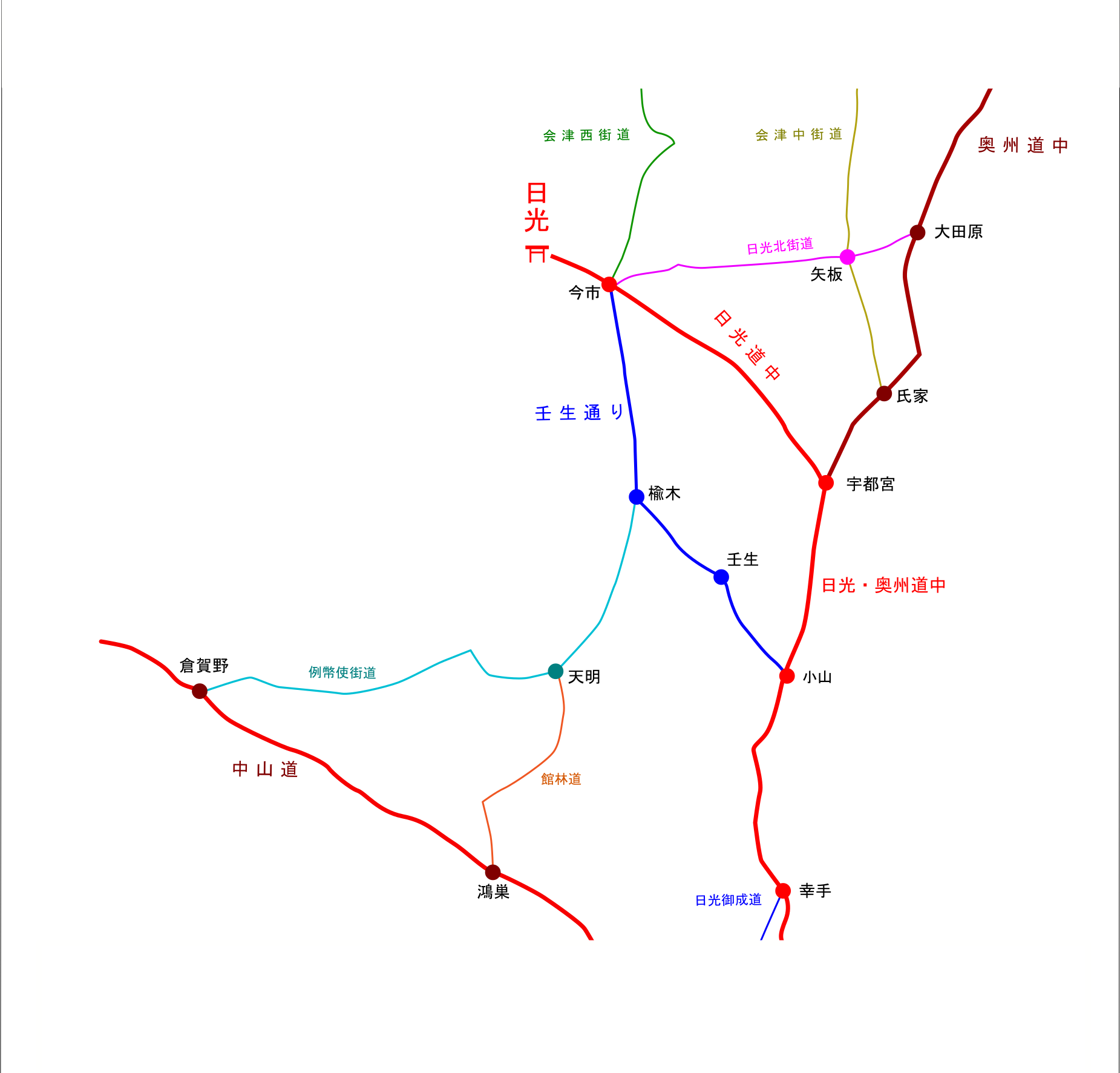
例幣使街道および周辺の主要街道の略図。

日光例幣使街道（にっこうれいへいしかいどう）は、江戸時代の脇街道の一つで、徳川家康の没後、東照宮に幣帛を奉献するための勅使（日光例幣使）が通った道である。

## 概要
中山道倉賀野宿東の追分を北側に入り、柴宿、太田宿、栃木宿などを経て楡木宿の手前の追分で壬生通り（日光西街道）と合流して日光坊中へと至る。楡木より今市（栃木県日光市）までは壬生通りと重複している。
途中、柴宿から北に大胡道が通じ、駒形、大胡を経て、銅山街道の深沢までを結んでいる。境宿・木崎宿間で銅山街道と交差し、太田宿で南に古戸道、北に桐生道が通じている。天明宿から南に館林道が通じ、館林を経て、中山道の鴻巣宿までを結んでいる。
現在、群馬県高崎市から、伊勢崎市、太田市、栃木県足利市、佐野市、栃木市、鹿沼市、日光市に至る道路が「日光例幣使街道」または「例幣使街道」と呼ばれている。特に鹿沼市から日光市にかけての区間には日光杉並木が現存する。
鹿沼通りとも呼ばれる。

## 日光例幣使
（奉幣＃日光例幣使も参照）
例幣使とは、天皇の代理として、朝廷から神への毎年のささげものを指す例幣を納めに派遣された勅使のことである。元和2年（1616年）4月17日に徳川家康が駿府で死去し、久能山に葬られる。翌元和3年2月21日に後水尾天皇より東照大権現の神号が贈られる。同年3月15日家康の霊柩が久能山を出発して4月4日東照社が日光に遷座する。しばらく経た正保2年（1645年）11月3日、後光明天皇より東照社に宮号が宣下され東照宮となる。翌正保3年（1646年）3月10日、徳川家光の要請により臨時の奉幣使として持明院基定が遣わされ、4月13日に江戸を発ち、4月17日に奉幣した。翌年からは毎年奉幣使が遣わされ、慶応3年（1867年）まで221年間続いた
。例幣使は3月末または4月1日に京都を発って中山道と例幣使街道を経て日光に向かい、4月15日までに日光に到着したのち、翌朝に東照宮にささげものを納め、そのあとは江戸にまわって将軍に対面してから京都へ帰ることとなった。その例幣使が日光へ詣でるために通ったことから、つけられた呼び名である。街道は西国の諸大名の日光参拝にも利用され、賑わうこととなった。

## 宿場
1. 倉賀野宿（群馬県高崎市）
2. 玉村宿（群馬県佐波郡玉村町）
3. 五料（ごりょう）宿・五料関所（群馬県佐波郡玉村町）
4. 柴宿（群馬県伊勢崎市）
5. 境宿（群馬県伊勢崎市）
6. 木崎宿（群馬県太田市）
7. 太田宿（群馬県太田市）
8. 八木宿（栃木県足利市）
9. 梁田宿（栃木県足利市）
10. 天明宿（栃木県佐野市）
11. 犬伏宿（栃木県佐野市）
12. 富田宿（栃木県栃木市）
13. 栃木宿（栃木県栃木市）
14. 合戦場（かっせんば）宿（栃木県栃木市）
15. 金崎宿（栃木県栃木市）
16. 楡木宿（にれぎ）（栃木県鹿沼市）
17. 奈佐原宿（栃木県鹿沼市）
18. 鹿沼宿（栃木県鹿沼市）
19. 文挟（ふばさみ）宿（栃木県日光市）
20. 板橋宿（栃木県日光市）
21. 今市宿（栃木県日光市）

## 現在の日光例幣使街道
現在、群馬県高崎市倉賀野から栃木県日光市今市の間の路線が「日光例幣使街道」ないし「例幣使街道」と呼ばれており、概ね以下の路線に相当する。
- 群馬県道136号綿貫倉賀野停車場線（高崎市倉賀野[1] - 高崎市綿貫町）
- 群馬県道142号綿貫篠塚線（高崎市綿貫町 - 伊勢崎市境栄[9]）
- 群馬県道312号太田境東線（伊勢崎市境栄 - 太田市大島町）
- 群馬県道2号前橋館林線（太田市大島町 - 太田市東本町十字路）
- 群馬県道・埼玉県道341号太田熊谷線（太田市東本町十字路 - 太田市熊野町）
- 栃木県道・群馬県道128号佐野太田線（太田市熊野町 - 佐野市新高田橋西）
- 足利市道・佐野市道（佐野市新高田橋西 - 足利市寺岡町）
- 群馬県道・栃木県道67号桐生岩舟線（足利市寺岡町 - 栃木市岩舟町和泉）
- 栃木県道11号栃木藤岡線（栃木市岩舟町和泉 - 栃木市万町）
- 栃木県道3号宇都宮亀和田栃木線（栃木市万町 - 栃木市都賀町家中）
- 栃木市道（栃木市都賀町家中 - 栃木市西方町金崎）
- 栃木県道131号金崎停車場線（栃木市西方町金崎）
- 国道293号（栃木市西方町金崎 - 鹿沼市下材木町）
- 国道121号（鹿沼市下材木町 - 栃木県日光市今市）